# Удар беспилотника по Тудун-Бири
Вечером 3 декабря 2023 года нигерийская армия нанесла удар беспилотником по деревне Тудун-Бири в штате Кадуна, северо-восточная Нигерия, где местные жители отмечали мусульманский праздник Мавлид. Военные ошибочно предположили, что имеют дело с группой «вооружённых бандитов» и нанесли авиаудар с беспилотника по деревне, что привело к гибели на месте свыше 88 мирных жителей, в основном женщин и детей, множество людей получили ранения. С воздуха были сброшены две бомбы. По словам очевидцев, первый удар пришёлся по толпе, в которой были женщины и дети; во втором ударе, нанесённом некоторое время спустя, пострадали местные жители, пытавшиеся унести тела погибших.
Нигерийская армия сотрудничает с иностранными союзниками, такими как США и Великобритания и давно применяет беспилотники в контртеррористических операциях. Удар по деревне Тудун-Бири осветил сложности и риски, связанные с такими операциями. В ходе совещания по проблемам безопасности религиозный лидер шейх Рабиу Абдуллахи сообщил о более чем 50 смертях, подчеркнув влияние на тех, кто участвует в праздновании Мавлида.
Президент Нигерии Бола Тинубу выразил соболезнования и приказал провести всестороннее расследование инцидента, который назвал «несчастливым, тревожным и болезненным», а также сопутствующих обстоятельств. Губернатор штата Уба-Сани подтвердил ненамеренное убийство 85 жителей штата.
Расследование столкнулось с препятствиями в связи с проблемами безопасности в регионе. Генерал-майор Окоро, командующий первой дивизией нигерийской армии объяснил, что удар беспилотника случайно затронул жителей деревни во время антитеррористической миссии.
Согласно обзорам прессы, этот инцидент заставляет задуматься о хрупком равновесии между целями национальной безопасности и необходимостью защиты жизни гражданского населения. По мере развития расследования удар беспилотника по Тудун-Бири служит горьким напоминанием о том, что нигерийские военные мало думают о защите населения в ходе борьбы с терроризмом.